# 애나 포플웰
애나 포플웰(Anna Popplewell, 1988년 12월 16일 ~ )은 잉글랜드의 배우이다.

## 출연 작품

### 영화
- 리틀 뱀파이어 (2000)
- 썬더팬츠 (2002)
- 진주 귀걸이를 한 소녀 (2003)
- 나니아 연대기: 새벽 출정호의 항해 (2005)
- 나니아 연대기: 캐스피언 왕자 (2008)
- 나니아 연대기: 사자, 마녀, 그리고 옷장 (2010)
- 더 넌 2 (2023)

### 텔레비전
- 레인 (2013-16)